# Tour de Flandre
Tour de Flandre (auch Tour Paris Seine und Résidence Duvergier genannt) ist der Name eines Hochhauses im 19. Arrondissement von Paris. Das zwischen 1969 und 1973 fertiggestellte und im Stil der Moderne erbaute Hochhaus verfügt über 31 Etagen und misst 99 Meter. Im Jahr 2023 handelt es sich um das vierthöchste Gebäude im 19. Arrondissement von Paris. Entworfen wurde das Hochhaus vom Architekten Pierre-Yves Cochin.
Der Wohnturm ist mit der Métrostation Crimée an den öffentlichen Nahverkehr im Großraum Paris angebunden.